# Монастеро-Бормида
Монастеро-Бормида (итал. Monastero Bormida) — коммуна в Италии, располагается в регионе Пьемонт, в провинции Асти.
Население составляет 987 человек (2008 г.), плотность населения составляет 70 чел./км². Занимает площадь 14 км². Почтовый индекс — 14058. Телефонный код — 0144.
Около 1050 года на этом месте монахами бенедиктинцами был основан монастырь в честь святой мученицы Юлии. Постепенно вокруг монастыря появилось небольшое поселение. После из-за постоянных воин  в этой области монахи были вынуждены покинуть этот монастырь.
Покровительницей коммуны почитается святая Иулия Корсиканская, празднование 22 мая.

## Демография
Динамика населения:

## Администрация коммуны
- Официальный сайт: http://www.comune.monasterobormida.at.it